# Александров, Борис Владимирович
Бори́с Влади́мирович Алекса́ндров (31 октября 1949, Бузулукский район, Оренбургская область — 22 января 2010, Москва) — советский и российский актёр театра, народный артист Российской Федерации (2002).

## Биография
Борис Александров родился 31 октября 1949 года в посёлке Партизанский Бузулукского района Оренбургской области.
В 1971 году окончил курс профессора М. Н. Орловой в ГИТИСе им. Луначарского, в том же году начал работать в Ульяновском театре драмы.
С 1997 г. преподавал на актёрском отделении Ульяновского государственного университета.
Сыграл более 100 ролей в различных спектаклях, принимал участие в фестивалях театрального искусства в России, Германии, Польше. Более 10 лет являлся председателем Ульяновской организации Союза театральных деятелей России.
Основатель и руководитель молодёжной театральной студии «Драм».
Депутат Законодательного Собрания Ульяновской области 4-го созыва, член комитета по социальной политике, государственному и муниципальному строительству и делам молодёжи. Один из разработчиков законопроекта «О творческих союзах и творческих работниках Ульяновской области».
Умер Борис Владимирович 22 января 2010 года в Москве. Похоронен на Алее славы Северного кладбища Ульяновска.

## Роли в театре
- 1972 — «Валентин и Валентина» М. М. Рощина — Валентин
- 1972 — «Лошадь Пржевальского» М. Ф. Шатрова — Вадим Антимиров
- 1974 — «Старший сын» А. В. Вампилова — Бусыгин
- 1975 — «В списках не значился» по Б. Л. Васильеву — Небогатов
- 1975 — «В поисках радости» В. С. Розова — Олег
- 1976 — «Последняя жертва» А. Н. Островского — Дергачёв
- 1976 — «Орфей спускается в ад» Т. Уильямса — Клоун
- 1977 — «Сны Обломова» по И. А Гончарову — Обломов
- 1978 — «В день свадьбы» В. С. Розова — Михаил
- 1982 — «Шторм» В. Н. Билль-Белоцерковского — Председатель ЧК Ковалёв
- 1978 — «Коварство и любовь» Ф. Шиллера — Вурм
- 1979 — «Красное и коричневое» И. Радоева — помощник Гитлера
- 1979 — «Васса Железнова» М. М. Горького — Павел
- 1980 — «Мамаша Кураж и её дети» Б. Брехта — Швейцеркас
- 1982 — «Отпуск по ранению»  по В. Л. Кондратьеву — Володька
- 1982 — «Святой и грешный» М. А. Варфоломеева — Борис Туманчиков
- 1983 — «Женитьба» Н. В. Гоголя — Жевакин
- 1983 — «Ромео и Джульетта» У. Шекспира — Ромео
- 1984 — «Мой любимый клоун» В. Б. Ливанова — Синицын
- 1984 — «Сын полка» В. П. Катаева — Егоров
- 1986 — «Ищи ветра в поле» В. А. Лифшица — Барин
- 1987 — «Синие кони на красной траве» М. Ф. Шатрова — Александр Дмитриевич Цурюпа
- 1984 — «Кабанчик» В. С. Розова — Юрий Константинович
- 1988 — «Игры с привидением» С. Мрожека — Призрак
- 1988 — «Ричард II» У. Шекспира — Шут
- 1989 — «История города Глупова» М. Е. Салтыкова-Щедрина — Угрюм Бурчеев
- 1989 — «Жорж Данден, или Одураченный муж» Ж. Б. Мольера — Господин де Сотанваль
- 1989 — «Эквус» П. Шеффера — Мартин Дайзерт, врач-психиатр
- 1990 — «Трёхгрошовая опера» Б. Брехта — Браун, шеф полиции
- 1990 — «Дон Хуан» Г. Фигейредо — Дон Хуан Тенорью
- 1991 — «Ужасные родители» Ж. Кокто — Жорж
- 1992 — «Шлюк и Яу» Г. Гауптмана — Яу
- 1992 — Трилогия «Монархи» по А. К. Толстому — Андрей Петрович Луп-Клешнин
- 1993 — «Хозяйка гостиницы» К. Гольдони — Маркиз Форлипополи
- 1993 — «Без вины виноватые» А. Н. Островского — Шмага
- 1993 — «Двенадцатая ночь, или Как пожелаете» У. Шекспира — Фесте, шут
- 1995 — «Чайка» А. П. Чехова — Дорн, врач
- 1995 — «Князь» по роману Ф. М. Достоевского «Бесы» — Верховенский Пётр Степанович
- 1996 — «Жажда над ручьём» Ю. Эдлиса — Карл, герцог Орлеанский
- 1996 — «Мышеловка» А. Кристи — Мистер Паравичини
- 1996 — «Мера за меру» У. Шекспира — Винченцо, герцог венский
- 1997 — «Тартюф» Ж. Б. Мольера — Тартюф
- 1997 — «Гамлет» У. Шекспира — призрак отца Гамлета
- 1998 — «Иванов» А. П. Чехов — Иванов
- 1999 — «Скупой рыцарь» А. С. Пушкина — Барон
- 1999 — «Слуга двух господ» К. Гольдони — Панталоне
- 2000 — «Генрих IV» Л. Пиранделло — Генрих IV
- 2001 — «Камера обскура» В. В. Набокова — Дитрих Зегелькранц
- 2002 — «На всякого мудреца довольно простоты» А. Н. Островского — Крутицкий
- 2003 — «Антигона» Ж. Ануя — Креонт
- 2003 — «Дьявол и Господь Бог» Ж.-П. Сартра — Генрих
- 2004 — «Сон в летнюю ночь» У. Шекспир — Клин, плотник
- 2004 — «Очень простая история» М. Ладо — Сосед
- 2006 — «Павел I» Д. С. Мережковского — Павел I
- 2006 — «Правда — хорошо, а счастье лучше» А. Н. Островского —  Сила Ерофеевич Грознов
- 2007 — «Продавец дождя» Р. Нэша — Билл Старбак
- 2008 — «Последняя лента Крэппа» С. Беккета — Крэпп
- 2008 — «Шум за сценой» М. Фрейна — Мистер Фредерик Феллоуз
- 2008 — «Король Лир» У. Шекспира — Лир
- 2008 — «Дульсинея Тобосская» А. М. Володин — учёный
- 2009 — «Три сестры» А. П. Чехова — Чебутыкин, доктор

## Признание и награды
- Заслуженный артист РСФСР (1991)
- Лауреат Государственной премии РФ (2002)
- Народный артист Российской Федерации (2002)[1]
- Благодарность Министра культуры и массовых коммуникаций Российской Федерации (1 марта 2006) — за многолетнюю творческую деятельность, большой клад в развитие театрального искусства и в связи с 220-летием со дня основания Ульяновского областного драматического театра[4].
- В 2007 году был удостоен звания Лауреата премии Н. Х. Рыбакова в номинации «Актёр России» (Театральный фестиваль имени Рыбакова) и Главного приза на Международном фестивале «Подмосковные вечера» (г. Мытищи) в номинации «Лучшая мужская роль».
- В 2009 году награждён знаком отличия «За заслуги перед Ульяновской областью».
- Его имя занесено на Аллее Славы у Ульяновского областного драматического театра.
- На доме, где жил Борис Александров установлена мемориальная доска.

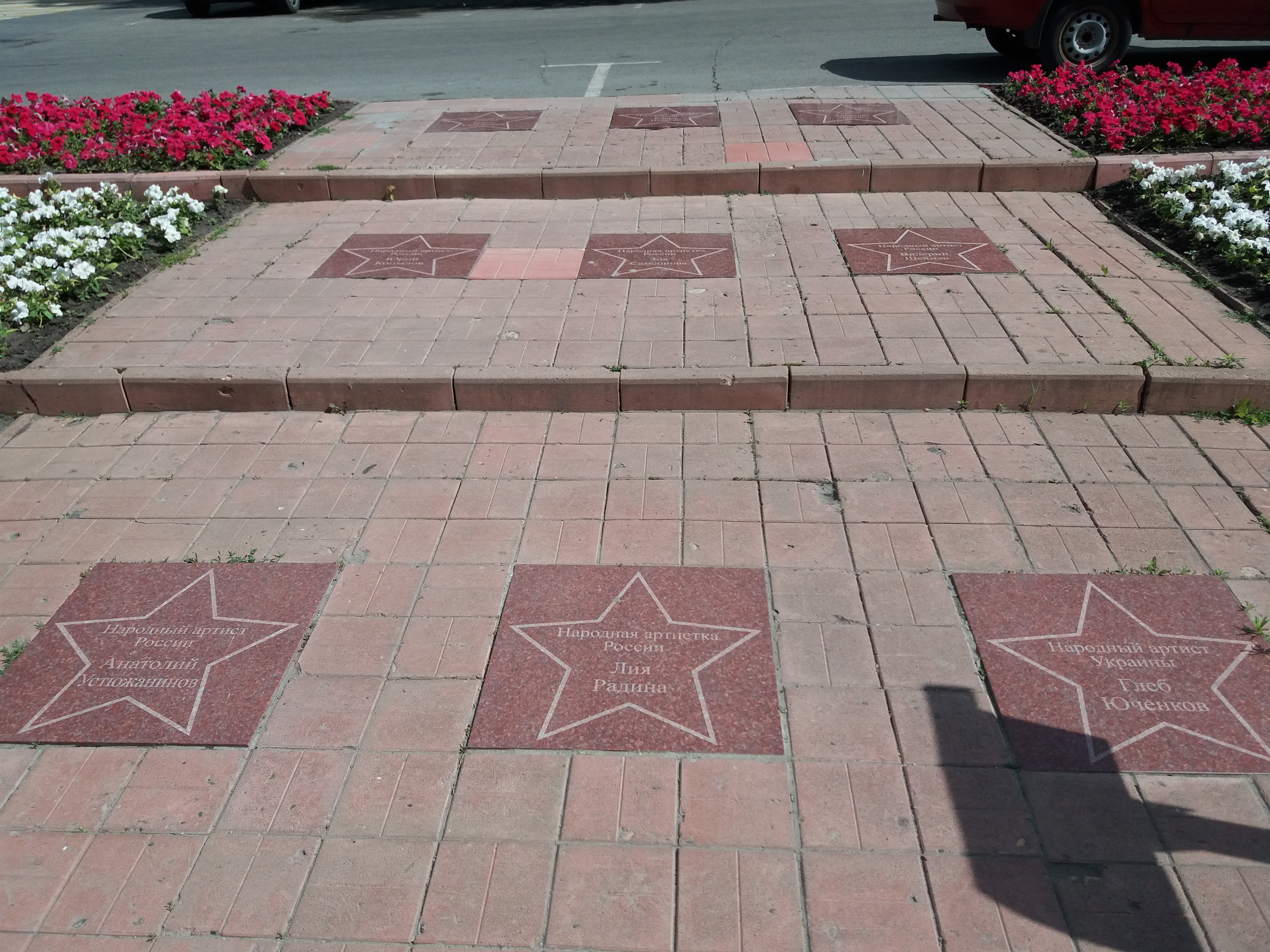
Аллея Славы драмтеатра.
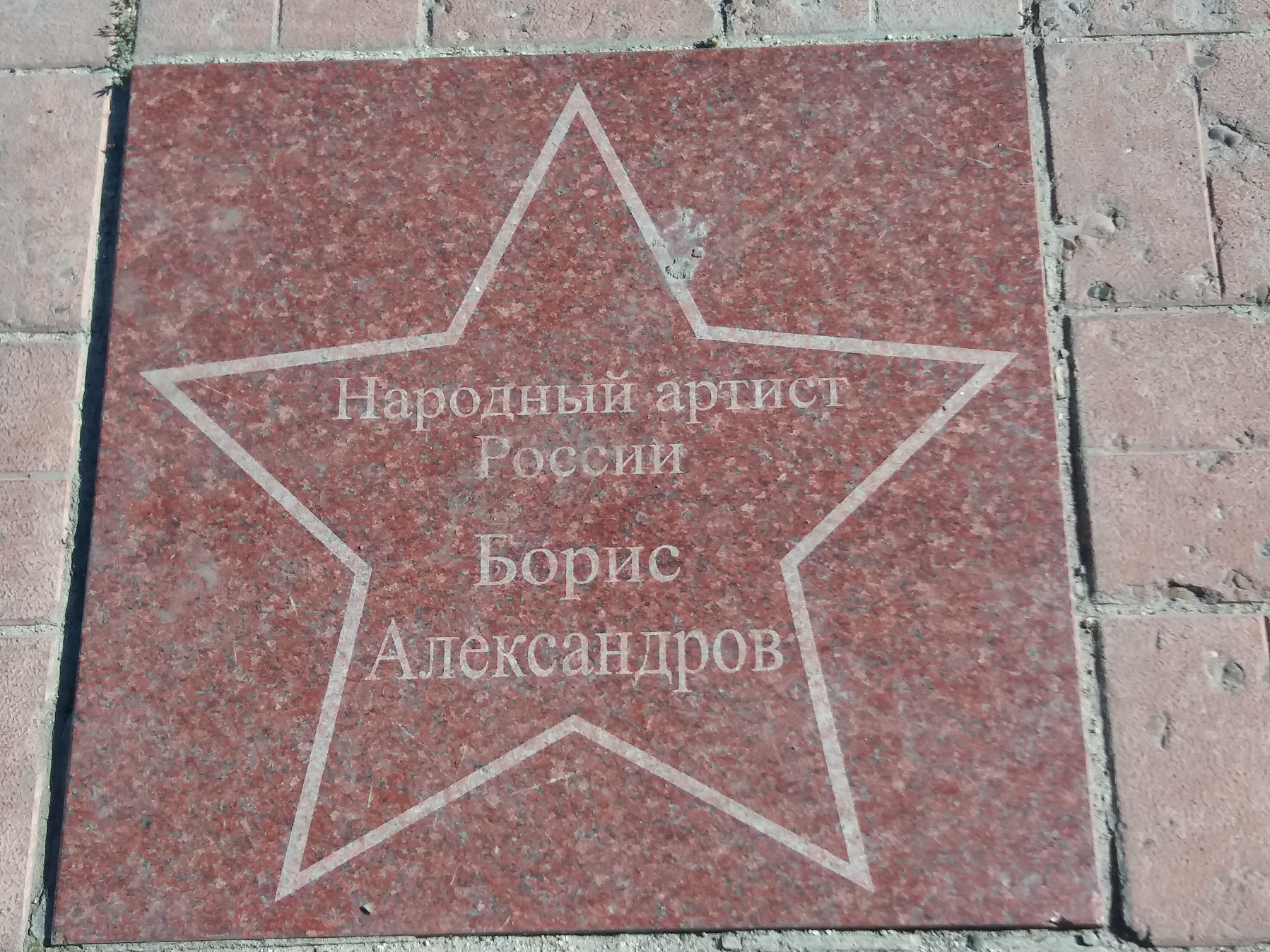
"Звезда - Борис Александров" на аллеи Славы.
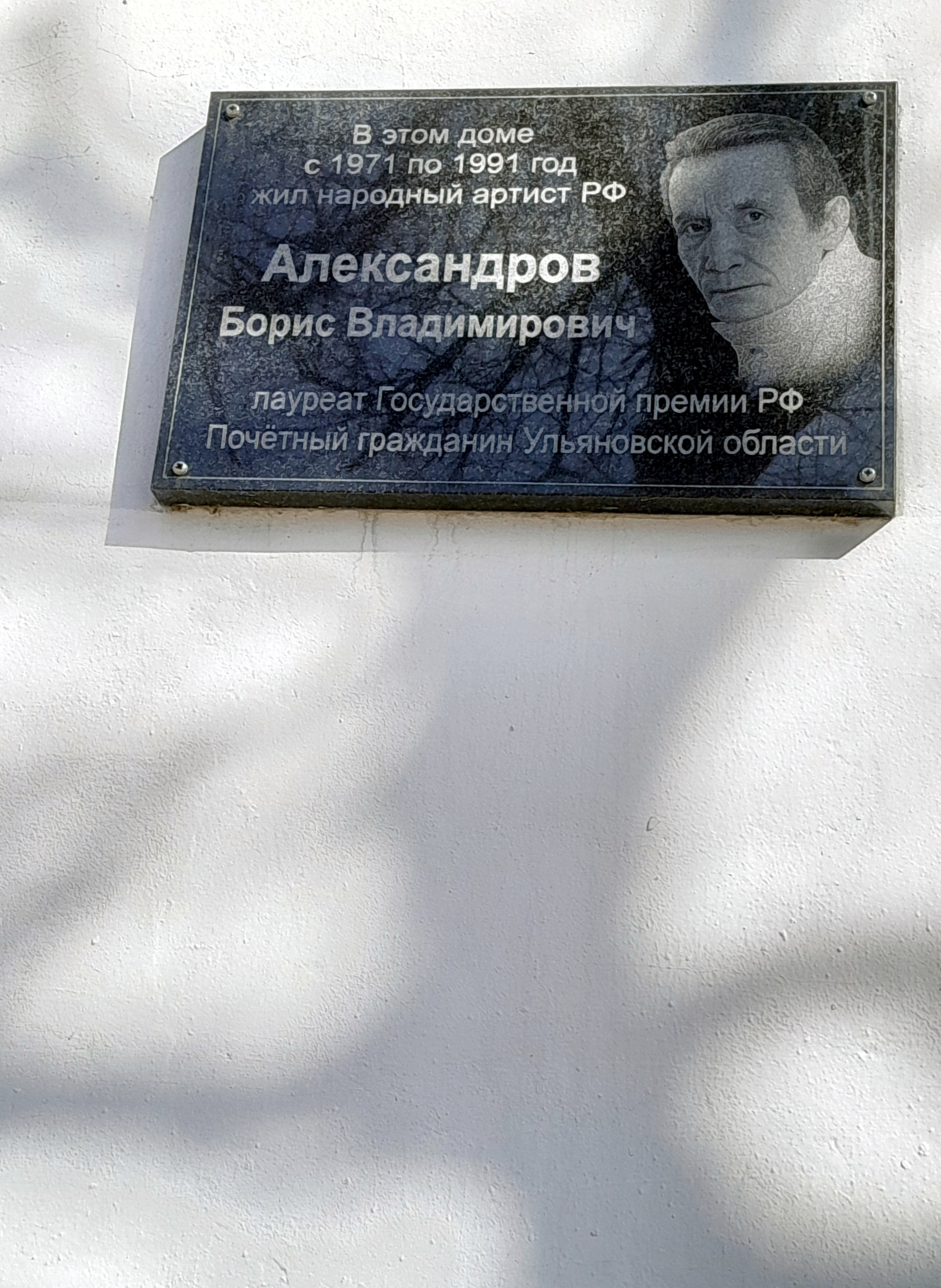
Мемориальная доска Борису Александрову.